# Биишев, Ахмед Альмухаметович
Ахмадулла Альмухаметович Биишев (баш. Әхмәҙулла Әлмөхәмәт улы Бейешев; 1896—1937) — государственный и общественный деятель, участник и идеолог Башкирского национального движения, один из организаторов Башкирского войска, политсекретарь Башкирского обкома РКП(б), председатель Совета народных комиссаров БАССР (1920—1921).

## Биография
Биишев Ахмед (Ахмадулла) Альмухаметович родился в деревне Идельбаево 5-й Усерганской волости Орского уезда Оренбургской губернии (ныне городской округ город Медногорск Оренбургской области).
Окончил учительскую семинарию в городе Оренбург.
В 1916 году был призван в царскую армию, участвовал в боевых действиях на фронтах Первой мировой войны. В 1917 году закончил Чугуевское военное училище. Получил звание подпоручика.
После Февральской революции вступил в ряды Башкирского войска в качестве командира кавалерийского полка (до февраля 1919 года) и стал членом Военно-полевого суда в этом войске. После перехода Башкирского войска на сторону Советской власти — председатель Башкирской ЧК, затем — Нарком соцобеспечения и труда в правительстве Башкирии.
С 1920 года — председатель Совета народных комиссаров БАССР, с 1921 — секретарь Башкирского обкома РКП(б). В 1924 являлся народным комиссаром просвещения Башкирской АССР, с 1925 — заместителем народного комиссара финансов БАССР.
В дальнейшем работал на профсоюзных и хозяйственных должностях. Ахмед Биишев отстаивал автономию Башкортостана, его политические и экономические интересы, культуру башкирского народа. Боролся за выдвижение башкир на партийную и советскую работу. Был обвинен в национализме и авантюризме.
В 1926 году был отозван в Москву в распоряжение ЦК ВКП(б), работал старшим консультантом во Всероссийском совете промышленной кооперации. В 1935 году окончил Всесоюзную промышленную академию имени И. В. Сталина. В 1935—1937 годы являлся начальником строительства аэродрома имени М. В. Фрунзе в Москве. В Москве проживал по адресу ул. Покровские Ворота, д. 4/15, кв. 3.
20 июня 1937 года был арестован по обвинению в участии в антисоветской башкирской националистической организации. 27 сентября 1937 года расстрелян.
Место захоронения — Москва, Донское кладбище.
Реабилитирован в 1957 году.

## Публикации
- Из истории революционной Башкирии // Былое Урала. — 1924. — № 4. — С. 188—197.